# Barbara Kemp
Pour les articles homonymes, voir Kemp.

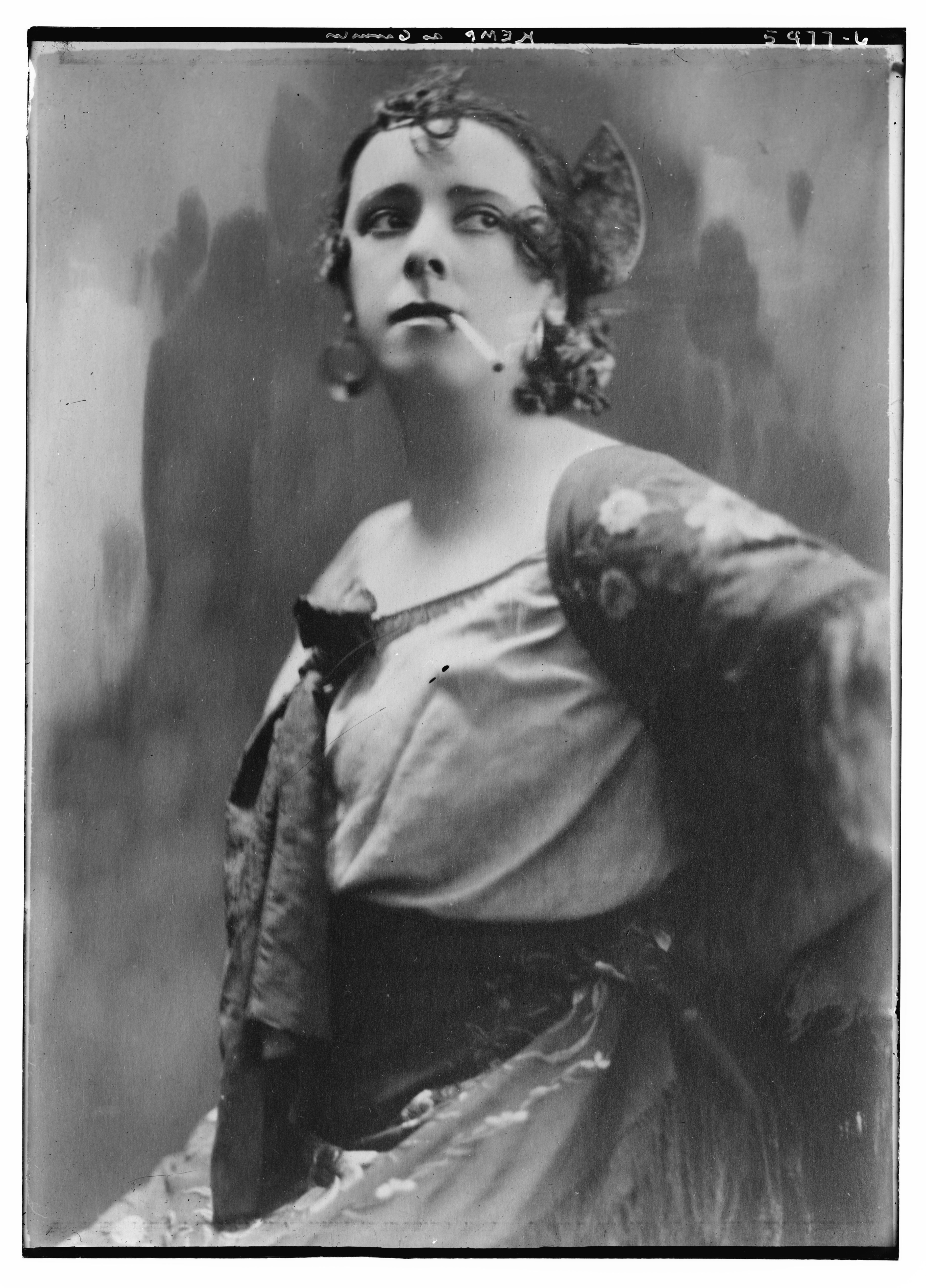
Barbara Kemp en Carmen.

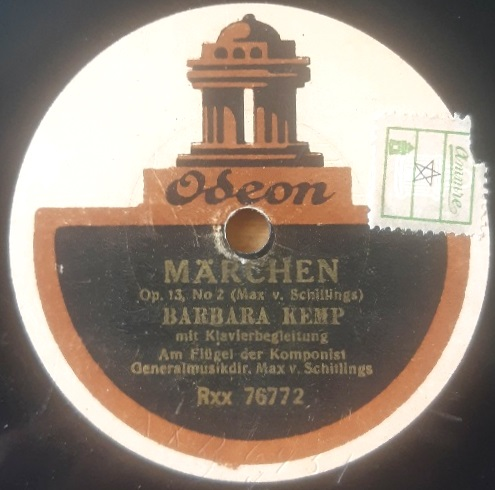
Disque 78 tours de Barbara Kemp accompagnée au piano par Max von Schillings (Berlin, 1919).

Angela Barbara Kemp, née le 12 décembre 1881 à Cochem et morte le 17 avril 1959 à Berlin, est une cantatrice allemande (soprano). Elle était l'épouse du chef d'orchestre Max von Schillings.

## Biographie
Elle découvre son talent musical à l'école des Capucins de Cochem. En 1897, son père Joseph Kemp, qui était batelier sur la Moselle, se noie. Elle s'installe à Strasbourg avec sa mère Maria Barbara, née Schwickerath.
Barbara Kemp poursuit ses études de 1902 à 1905 au conservatoire de Strasbourg. À partir de 1903, elle travaille comme stagiaire au théâtre municipal local. De 1906 à 1908, elle chante au théâtre de Rostock, de 1909 à 1913 à l'opéra de Breslau. À Breslau, elle épouse le docteur Dr. Mickley, dont elle se sépare plus tard. Elle est engagée en 1913 à l'opéra de Berlin, où sa carrière est reconnue. Elle participe au festival de Bayreuth, comme en 1914 lorsqu'elle interprète le rôle de Senta dans Le Vaisseau fantôme, et en 1924-1927 Kundry dans Parsifal. Après la Première Guerre mondiale, elle remporte de grands succès comme invitée à l'opéra d'État de Vienne de 1922 à 1927 et entre 1922 et 1924 au Metropolitan Opera de New York  
(rôle-titre Mona Lisa de Max von Schillings). Elle chante aussi à La Haye et à Amsterdam, et à Budapest et Prague, à Munich, Dresde et Hambourg.

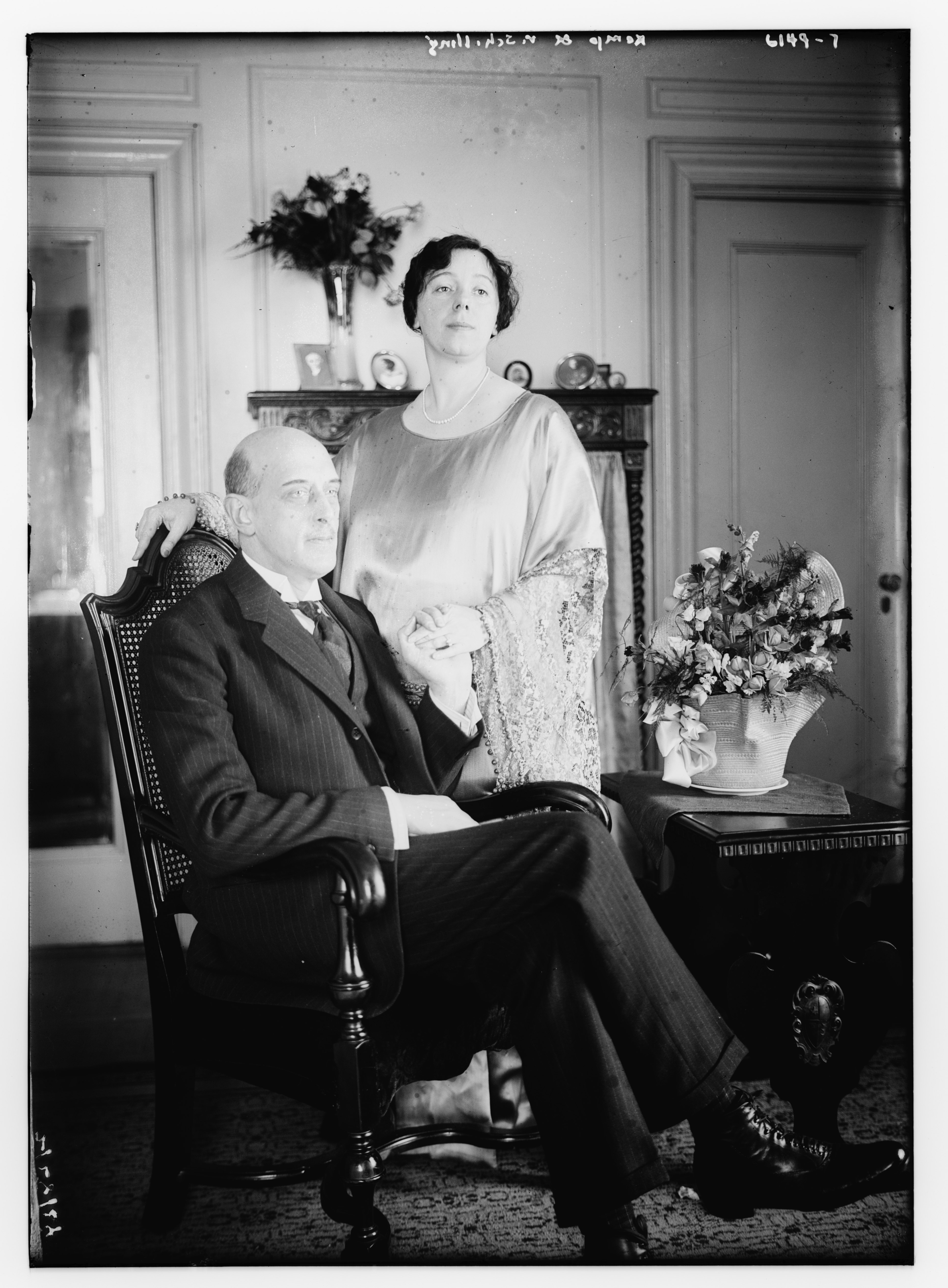
Barbara Kemp et son époux, Max von Schillings.

Elle se remarie en secondes noces en 1923 avec Max von Schillings, qui dirige l'opéra de Berlin de 1919 à 1925. Ses rôles sont des héroïnes italiennes (Aida, Leonore dans Le Trouvère ou Santuzza) et des héroïnes de Wagner et de Strauss.
Lorsque Max von Schillings quitte son poste de directeur général en 1925 en raison de désaccords avec le ministre de l'Éducation, Becker, Barbara Kemp quitte également l'opéra d'État de Berlin et signe un contrat de représentation en invitée. En 1932, elle met fin à sa carrière et vit comme professeur de chant à Berlin. En 1939, elle prend la direction d'une nouvelle production de Mona Lisa à l'opéra d'État de Berlin.
Barbara Kemp meurt en 1959 à l'âge de 77 ans à Berlin et est inhumée au St.-Annen-Kirchhof (cimetière Sainte-Anne) à Berlin-Dahlem. Sa tombe n'a pas été conservée.
Barbara Kemp a laissé des enregistrements Gramophone (Berlin 1913-1915), Odeon (Berlin 1915-1921), Electrola (Berlin 1927-1928) et Parlophon (Berlin 1930).
La façon dont Richard Strauss a dû apprécier l'artiste est évidente dans une lettre à Max von Schillings qui fait référence à une représentation de l'artiste: « Je veux qu'elle (Barbara Kemp) étudie d'abord le Vaisseau que j'ai dirigé, puis en succession rapide la teinturière dans La Femme sans ombre, la Maréchale dans Le Chevalier à la rose, Salomé, peut-être Elektra, Elsa, Valentine, Donna Anna et Carmen. »